# سینتیا دانیل
سینتیا دانیال (انگلیسی: Cynthia Daniel؛ زادهٔ ۱۷ مارس ۱۹۷۶) هنرپیشه و عکاس پیشین اهل ایالات متحده آمریکا است. وی خواهر دوقلوی بریتنی دانیل است.